# Bill Bailey
Pour les articles homonymes, voir Bailey.
Mark Bailey (connu professionnellement sous le nom de Bill Bailey, né le 13 janvier 1965 à Bath, Angleterre) est un musicien, acteur et humoriste britannique.

## Carrière
Bill Bailey est humoriste de stand-up. Il est également connu pour avoir joué dans la série Black Books, au côté de Dylan Moran, ainsi que pour une apparition dans la série Skins. Bill Bailey est un musicien confirmé, guitariste, pianiste et violoniste. À ce titre, il a joué avec l'orchestre classique de la BBC, dans Bill Bailey's Remarkable Guide to the Orchestra. Il participe aussi à de nombreux documentaires animaliers.
Il est un fervent admirateur du naturaliste Alfred Russel Wallace à propos duquel il a réalisé un documentaire et mené en 2012-2013 une action pour lui donner la reconnaissance posthume digne de sa contribution à la science.

## Filmographie

### Cinéma
- 2000 : Saving Grace : Vince
- 2005 : H2G2 : le Guide du voyageur galactique : Le cachalot dérivant dans l'espace
- 2007 : Hot Fuzz : Les deux sergents Turner
- 2010 : Cadavres à la pelle de John Landis : Hangman
- 2010 : Nanny McPhee et le Big Bang de Susanna White : Le fermier Macreadie
- 2011 :  Chalet Girl de Phil Traill : Bill

### Télévision
- 1999-2001 : Les Allumés (Spaced) : Bilbo
- 2000-2004 : Black Books : Manny Bianco
- 2008 : Skins : Walter Oliver, le père de Maxxie
- 2011 : Doctor Who : Droxil
- 2018-en cours : b'In The Long Run : Bagpipes
- 2019 : Inspecteur Barnaby - La femme interdite - Darwin Chipping
- 2020 : Strictly Come Dancing (saison 18) : lui-même (vainqueur)

## Distinctions
- Country Music DJ Hall of Fame (2010)